# Emberiza stewarti
El escribano de Stewart (Emberiza stewarti) es una especie de ave paseriforme de la familia Emberizidae propia de las montañas de Asia central y meridional.

## Distribución y hábitat
El escribano de Stewart se extiende por las cordilleras del Pamir, Hindú Kush e Himalaya occidental, distribuido por Afganistán, el noroeste de la India, Irán, Kazajistán, Kirguistán, Pakistán, Tayikistán, Turkmenistán y Uzbekistán. Su hábitats naturales son los bosques de montaña, las zonas de matorral boreal y los herbazales de montaña.